# George Kosinski
George Kosinski (ur. 11 września 1952 w Ballachulish w Szkocji) – brytyjski malarz polskiego pochodzenia.

## Życiorys
Syn polskich emigrantów, wychowywał się w Millom, w hrabstwie Kumbria. Od 1971 do 1979 studiował architekturę na University of Manchester, a następnie powrócił w rodzinne strony. Mieszkał w Ulverston i specjalizował się w projektach budynków realizowanych na terenach objętych ochroną środowiska. W 1991 postanowił poświęcić się malarstwu, wyjechał do Izraela i zamieszkał w Jerozolimie. W poszukiwaniu plenerów malarskich podróżował po Izraelu, Palestynie, Libanie, Syrii, Jordanii, Synaju i Egipcie. W 2000 przeprowadził się do Santa Fe w Nowym Meksyku, założył tam studio, a wspólnie z żoną Rebekah galerię sztuki. W tym okresie malował krajobrazy pustynne i widoki chmur monsunowych. Dwa lata później przeniósł się w okolice Blue Ridge Mountains w Karolinie Północnej, gdzie studiował tworzenie krajobrazów górskich, malowanie potoków i rzek. Od 2012 przez rok mieszkał w rezydencji artystów Hobcaw Barony na wybrzeżu Karoliny Południowej w pobliżu Pawleys Island. W 2014 powrócił do Karoliny Północnej, zamieszkał w hrabstwie Ashe u podnóża Blue Ridge Mountains, przeszedł wówczas udar mózgu. Od 2015 tworzy pejzaże gór Lost Province, stosuje technikę olejną i akwarelową.